# 吉江まりも
吉江 まりも（よしえ まりも、1982年5月18日 - ）は、群馬県を拠点に活動する日本のフリーアナウンサー。圭三プロダクション所属。まりもという名前は、芸名ではなく本名である。

## 来歴
群馬県高崎市出身。学習院大学文学部フランス文学科（現在のフランス語圏文化学科）卒業。東京アナウンスセミナーの5期生。
大学を卒業後、2005年4月にエフエム群馬（FMぐんま）に入社。2009年3月まで同局のアナウンサーを務めた後、同年4月に群馬テレビ (GTV) のアナウンサーになる。
2014年9月に群馬テレビを退社し、フリーに転向。一時オールウェーブ・アソシエツに籍を置いた後、圭三プロダクション所属のフリーアナウンサーになる。

## 担当番組
特記のないデータは、すべて2019年7月時点の圭三プロダクション公式プロフィールを参考。

### エフエム群馬
- あさnavi - パーソナリティ
- サタデースマイル[1]
- コスモアースコンシャスアクト 未来へのタカラモノ（TOKYO FM） - 中継リポーター

### 群馬テレビ
- モーニングジャスト[10]
- お昼のニュースジャスト[10]
- カラオケチャンネル - MC。群馬テレビを退社した後も、高橋理恵が担当になるまでの間しばらく出演し続けていた[8]。
- 市町村ふるさと便[11]
- ひるポチッ! - MC
- グッドライフマガジン - ロハスコーナー、健康インフォメーション担当[12]
- ニュースジャスト6 - お天気キャスター
- サタデーニュースジャスト - キャスター
- サンデーニュースジャスト - キャスター

### フリー転向後
- ニュースチェック11（NHK） - スポーツナレーター
- 王様のブランチ（TBS） - 提供ナレーター
- サタデースポーツ（NHK） - スポーツナレーター
- サンデースポーツ2020（NHK） - スポーツナレーター
- としま情報ライブ itonami（としまテレビ） - キャスター
- Good Luck! Morning!（NACK5） - 月曜・火曜・水曜「NACK5 NEWS」担当キャスター[13]